# Banskoštiavnická botanická záhrada
Banskoštiavnická botanická zahrada je chráněný areál v katastrálním území města Banská Štiavnica v okrese Banská Štiavnica v Banskobystrickém kraji na Slovensku. Území bylo vyhlášeno v roce 1958 a jeho rozloha je 3,55 hektaru. Předmětem ochrany je dendrologické pracoviště založené v letech 1807–1810 za účelem aklimatizace cizokrajných dřevin.